# Baluchistan
 For alternative betydninger, se Baluchistan (Pakistan).
Baluchistan (el. Balochistan) er en region beliggende i grænseområdet mellem Iran, Pakistan og Afghanistan. Den omfatter et areal på omkring 300.000 km². Regionen er opkaldt efter den etniske gruppe baluch (el. baluchi), der udgør en majoritet af befolkningen i regionen. Baluch-folket er et iransk folkeslag, der kom vestfra og bosatte sig i regionen omkring år 1000. De fleste taler sproget baluchi.
Den pakistanske del af regionen ligger i provinsen af samme navn, se Baluchistan, Pakistan

## Personer fra Baluchistan
- Karima Baloch (1983-2020) - aktivist, der kæmpede for Baluchistan uafhængighed fra Pakistan og blev medtaget på BBC's liste over 100 inspirerende og indflydelsesrige kvinder i 2016.[1][2]